# Partido Democrático Popular (Tonga)
O Partido Democrático Popular (em inglês: People's Democratic Party) é um partido político de Tonga.